# Bolyeria multocarinata
La boa excavadora de la isla Redonda (Bolyeria multocarinata) es una especie extinta de serpiente de la familia Bolyeriidae, perteneciente al género monotípico Bolyeria, la cual fue endémica de Mauricio.  La especie fue vista por última vez en la Isla Redonda en 1975.  Actualmente no hay subespecies reconocidas.